# غريث غرونبيرغ
غريث غرونبيرغ (بالإستونية: Grethe Grünberg)‏ هي راقصة على الجليد إستونية، ولدت في 17 ديسمبر 1988 في تالين في إستونيا.

## وصلات خارجية
- غريث غرونبيرغ على موقع الاتحاد الدولي للتزلج (الإنجليزية)